# Zygogynum cruminatum
Zygogynum cruminatum är en tvåhjärtbladig växtart som beskrevs av W. Vink. Zygogynum cruminatum ingår i släktet Zygogynum och familjen Winteraceae. Inga underarter finns listade.